# Tibo De Smet
Tibo De Smet (28 mei 1999) is een Belgische atleet, gespecialiseerd in de middellange afstand. Hij werd eenmaal Belgisch kampioen.

## Loopbaan
De Smet legde zich eerst toe op de 400 m, maar schakelde over naar de 800 m. In 2021 nam hij op die afstand deel aan de Europese kampioenschappen U23 in Tallinn. Hij werd met een derde plaats uitgeschakeld in de halve finales. Hij werd in 2022 met een persoonlijk record voor het eerst Belgisch kampioen op de 800 m. Met die tijd dook hij onder het minimum voor deelname aan de Europese kampioenschappen later dat jaar in München.
Tijdens een meeting in Luxemburg verbeterde De Smet in januari 2023 het Belgisch indoorrecord van Eliott Crestan naar 1.45,04. Dit was meteen ook goed voor kwalificatie voor de Europese indoorkampioenschappen later dat jaar.
Club
De Smet is aangesloten bij Racing Club Gent Atletiek.

## Kampioenschappen

### Internationale kampioenschappen
| Onderdeel | Titel                | Jaar |
| --------- | -------------------- | ---- |
| 4 x 400 m | Wereldindoorkampioen | 2024 |

### Belgische kampioenschappen
Outdoor
| Onderdeel | Jaar |
| --------- | ---- |
| 800 m     | 2022 |

## Persoonlijke records
Outdoor
| Onderdeel | Prestatie | Datum           | Plaats    |
| --------- | --------- | --------------- | --------- |
| 400m      | 46,33 s   | 27 mei 2023     | Oordegem  |
| 800 m     | 1.44,53   | 22 juli 2023    | Ninove    |
| 1500 m    | 3.47,93   | 7 augustus 2021 | Kessel-Lo |

Indoor
| Onderdeel | Prestatie       | Datum           | Plaats    |
| --------- | --------------- | --------------- | --------- |
| 400 m     | 46,59 s         | 28 januari 2024 | Gent      |
| 800 m     | 1.45,04 (ex-NR) | 22 januari 2023 | Luxemburg |

## Palmares

### 800 m
- 2020:  BK AC - 1.50,45
- 2021:  BK AC - 1.49,28
- 2021: 3e ½ fin. EK U23 - 1.48,70
- 2022:  BK indoor AC - 1.46,80
- 2022:  BK AC - 1.45,32
- 2022:  Nacht van de Atletiek - 1.44,89
- 2023:  BK indoor AC - 1.49,65
- 2023:  BK AC - 1.47,37
- 2024: 6e in ½ fin. WK indoor in Glasgow - 1.48,47
- 2024: 6e in reeks EK in Rome - 1.46,71
- 2024:  BK AC - 1.46,88
- 2025: 5e in reeks EK indoor in Apeldoorn - 1.46,79

### 4 x 400 m
- 2024:  WK indoor in Glasgow - 3.02,54 (3.06,24 in reeks)[4]